# Erskine Caldwell
Erskine Preston Caldwell, född 17 december 1903 i Moreland i Georgia, död 11 april 1987 i Paradise Valley i Arizona, var en amerikansk författare.

## Biografi
Caldwell var son till en präst och arbetade som professionell fotbollsspelare, livvakt och var även manusförfattare i Hollywood under kortare perioder.
Caldwell var en av de mest produktiva sydstatsförfattarna. Han har skrivit ett trettiotal romaner, ett stort antal noveller och flera reportageböcker. Han vann ryktbarhet med romanerna Tobacco Road (1932; ”Tobaksvägen”, dramatiserad av Jack Kirkland 1933) och God’s Little Acre (1933; ”Guds lilla land”). Liksom Caldwells övriga böcker är de präglade av folklig humor, social indignation och sensualism. Från 1939 var han gift med fotojournalisten Margaret Bourke-White, och under andra världskriget arbetade han som krigskorrespondent i Ukrainska SSR, Sovjetunionen. 
Caldwells 30- och 40-talsprosa gjorde honom till en av de ledande ”hårdkokta” författarna och även till en av USA:s mest lästa författare. Hans senare produktion har anklagats för sensationalism och har väckt föga uppmärksamhet bland kritikerna. Call It Experience (1951) och With All My Might (1987) är två självbiografiska böcker.